# Stazione di Paladina
La stazione di Paladina era una stazione ferroviaria della linea della Val Brembana, a servizio dell'omonimo comune.
Dal punto di vista amministrativo, l'impianto si trovava nel territorio comunale di Almè.

## Storia
La stazione fu aperta al servizio pubblico il 1º luglio 1906, assieme al tronco Bergamo-San Pellegrino Terme. Il capolinea della ferrovia della Val Brembana fu poi prolungato a San Giovanni Bianco, il 15 ottobre dello stesso anno, e, il 31 luglio 1926, a Piazza Brembana.
L'impianto cambiò molte volte la denominazione. All'apertura, fu battezzato Sombreno dal nome della vicina frazione di Paladina, mentre nel corso del 1915 assunse la denominazione composta Sombreno-Paladina. Solo con il cambio d'orario del 1º dicembre 1930, la stazione assunse la denominazione di Paladina.
Il servizio viaggiatori fu soppresso il 17 marzo 1966 insieme all'intera linea ferroviaria.

## Strutture e impianti
Il fabbricato viaggiatori è simile a quello della stazione di Ponteranica-Sorisole: si tratta di una costruzione in muratura, a due livelli fuori terra, che esternamente è ornato da elementi liberty. Sul lato Paladina è presente un'ala a un solo livello, mentre in direzione Almè è addossato il magazzino merci.
Lo scalo merci era di modeste dimensioni ed era servito da un binario tronco e da un piano caricatore.
Il piazzale era dotato di un binario di raddoppio oltre a quello di corretto tracciato della linea ferroviaria.
La struttura era completata da una ritirata in muratura, posta sul lato Almè.

## Movimento
L'impianto era servito dai treni omnibus e accelerati Bergamo-San Giovanni Bianco fino al 1926, quando, a seguito dell'apertura della prolungamento verso Piazza Brembana, furono prolungati fino al nuovo capolinea.